# Denmark Open 1977
Die Denmark Open 1977 im Badminton fanden vom 12. bis zum 15. März 1977 in Kopenhagen statt. 

## Finalergebnisse
| Disziplin    | Sieger                        | Finalist                        | Ergebnis    |
| ------------ | ----------------------------- | ------------------------------- | ----------- |
| Herreneinzel | Flemming Delfs                | Svend Pri                       | 15-12, 15-7 |
| Dameneinzel  | Hiroe Yuki                    | Joke van Beusekom               | 11-4, 11-8  |
| Herrendoppel | Bengt Fröman Thomas Kihlström | Flemming Delfs Steen Skovgaard  | 15-6, 15-8  |
| Damendoppel  | Barbara Giles Jane Webster    | Joke van Beusekom Marjan Ridder | 15-9, 15-9  |
| Mixed        | Steen Skovgaard Lene Køppen   | David Eddy Barbara Giles        | 15-12, 15-8 |